# 쿠파

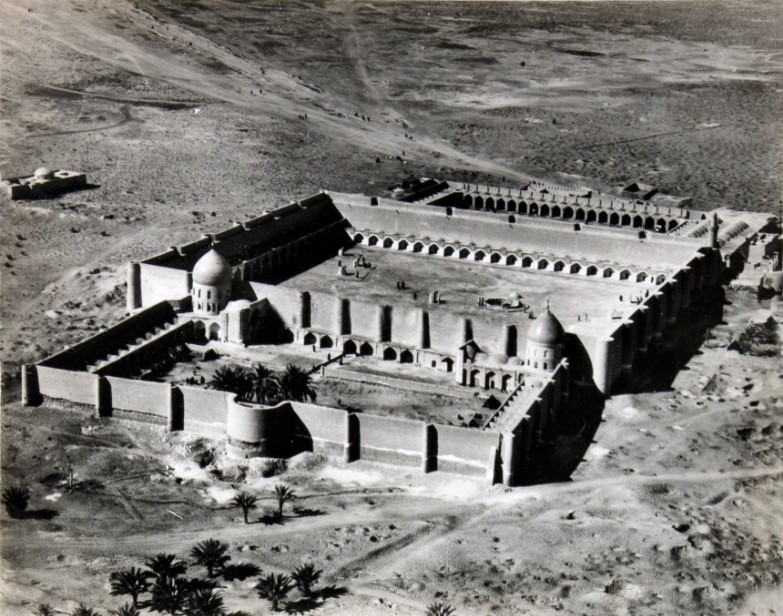
쿠파 모스크 (1915년)

쿠파(아랍어: الكوفة al-Kūfah)는 이라크 나자프주의 도시이다. 바그다드에서 남쪽으로 170km, 나자프에서 북동쪽으로 10km 정도 떨어진 곳에 위치하며 유프라테스강과 접한다. 인구는 110,000명(2003년 기준)이다.
사마라, 카르발라, 나자프와 함께 이라크에서 시아파가 많은 4개 도시 가운데 하나이다. 622년(헤지라 원년)에 건설되었으며 알리 이븐 아비 탈리브의 마지막 수도였다.